# غريزي والليمنغز
غريزي والليمنغز (بالإنجليزية: Grizzy and the Lemmings)‏  مسلسل رسوم متحركة أمريكي ثلاثي الأبعاد مكون من 156 حلقة من إنتاج شركة هاري للإنتاج (استوديو هاري سابقا) لصالح بوميرانغ وفرانس تيليفيزيون وهو مستوحى من سلسلة أوغي والصراصير التي تعتبر بدورها مستوحاة من كرتون توم وجيري.
تم الإعلان عن المسلسل في 22 يونيو 2015، وتم عرضه لأول مرة في العديد من البلدان في خريف عام 2016. لا يوجد حوار في الحلقات، باستثناء في الهند، حيث تتم إضافة الأدوات الصوتية في الهند، يتم بث هذا العرض على تليفزيون Pogo وفي بعض البلدان الأخرى يتم بثه على كرتون نتورك.

## وصلات خارجية
- غريزي والليمنغز على موقع IMDb (الإنجليزية)
- غريزي والليمنغز على موقع كينوبويسك (الروسية)
- غريزي والليمنغز على موقع ألو سيني (الفرنسية)
- غريزي والليمنغز على موقع قاعدة بيانات الفيلم (الإنجليزية)